# Merve Tuncel
Merve Tuncel, née le 1er janvier 2005 à Ankara, est une nageuse turque spécialiste des épreuves en crawl.

## Biographie
Merve Tuncel remporte la médaille d'argent au 200 m papillon et la médaille de bronze au 800 m nage libre au Festival olympique de la jeunesse européenne à Bakou en 2019. Elle bat le record du monde juniors à Istanbul, en Turquie, le 22 décembre 2020 dans l'épreuve de natation en petit bassin du 1 500 m nage libre.   
Elle décroche la médaille d'or dans les épreuves de 400 m, 800 m, 1 500 m en nage libre et la médaille de bronze dans l'épreuve de relais 4 × 200 m nage libre des Championnats d'Europe juniors de natation 2021. Elle répète la même performance l'année suivante aux championnats juniors en Roumanie.  
Elle est porte-drapeau de la Turquie lors de la cérémonie d'ouverture des Jeux olympiques d'été de 2020.
En 2022, elle monte sur son premier podium international sénior à l'occasion des Championnats d'Europe à Rome, gagnant le bronze sur le 800 m nage libre.